# Helena Eriksson
Helena Maria Eriksson, född 6 juni 1962 i Nyköping, är en svensk författare och översättare. 
Helena Eriksson debuterade som poet 1990 och har sedan dess givit ut ytterligare nio diktsamlingar. Hon har även varit verksam som översättare av främst fransk poesi. Hon var under 1990-talet med i tidskriften Ord och Bilds redaktion och har på senare år deltagit i poesitidskriften OEI.
Eriksson, som är bosatt i Göteborg, är sambo med serieskaparen Joakim Lindengren.

## Översättningar
- 2000 – Jag skriver i dina ord: 12+1 franska poeter (i urval och översättning av Helena Eriksson och Jonas (J) Magnusson) (Lejd)
- 2003 – Claude Royet-Journoud: Teori om prepositioner (översättning: Helena Eriksson och Jonas (J) Magnusson) (OEI editör i samarbete med Modernista)
- 2006 – Marguerite Duras: Fartyget Night (Le navire Night) (översättning: Helena Eriksson och Jonas (J) Magnusson) (Modernista)
- 2009 – Anaïs Nin: Incestens hus (översättning & efterord: Helena Eriksson och Helena Fagertun) (Sphinx)
- 2012 – Giannina Braschi: Drömmarnas imperium (översättning: Helena Eriksson och Hanna Nordenhök) (Tranan)
- 2017 – Giannina Braschi: United States of Banana (översättning & efterord: Helena Eriksson) (Cobolt förlag) ISBN 978-91-87861-48-2

## Priser och utmärkelser
- 1999 – Albert Bonniers stipendiefond för yngre och nyare författare
- 2002 – Göteborgs Stads författarstipendium
- 2006 – Kallebergerstipendiet
- 2008 – Sveriges Radios lyrikpris
- 2009 – Gerard Bonniers lyrikpris
- 2009 – Aftonbladets litteraturpris
- 2012 – Doblougska priset
- 2015 – Sorescupriset[2]
- 2019 – Svenska Akademiens essäpris
- 2022 – Karl Vennbergs pris